# Burg Boll
Die Burg Boll ist der spätmittelalterliche Burgrest einer Wasserburg in Boll, einem Teilort der Gemeinde Sauldorf im Landkreis Sigmaringen in Baden-Württemberg, Deutschland.

## Lage
Die Reste der einstigen Niederungsburg befinden sich im heutigen Gasthaus Schwanen, rund 100 Meter nördlich der katholischen Kirche. Unweit davon befindet sich der Zusammenfluss von Krummbach und Espenbach. Die Krummbach fließt nördlich des Gasthauses aus Richtung Westen her kommend weiter nach Ost; der Espenbach östlich von Süd nach Nord. Beide vereinigen sich im so genannten „Unterdorf“.

## Geschichte
Die Burg wurde erstmals im Jahr 1412 erwähnt. Sie befand sich im Besitz des Kleinadelsgeschlechts „vonn Howdorff“ („von Heudorf“ erstmalige Nennung: 1261). 1436 werden die Brüder Pilgrin, Caspar, Albrecht und Ortholf von Heudorf als Besitzer der Ritterherrschaft Boll genannt, 1444 ein Albert von Heudorf, 1446 werden Albrecht und Ortholf von Heudorf, Gebrüder zu Gebrüder zu Waldsberg, und am 4. November 1454 deren Bruder Ritter Caspar von Heudorf, zu Boll gesessen, als Verkäufer von Göggingen an Junker Werner von Zimmern, Freiherrn zu Meßkirch, genannt. Das Rittergeschlecht der Herren von Heudorf verkauft im Jahr 1693 Boll an das Haus Fürstenberg, deren Zweig der Grafen von Fürstenberg-Meßkirch die Burg in ihrem Besitz hielten.
Mit dem Fall der Herrschaft Meßkirch, nach 1538 „Grafschaft“ genannt, an Baden im Jahr 1806 wurde Boll Teil des Amtsbezirks Meßkirch, Kreis Konstanz, im Landeskommissariatsbezirk Konstanz im Großherzogtum Baden.
1871 wird das Gebäude in Privatbesitz verkauft. Seitdem befindet sich das Gasthaus Schwanen durchgängig im Familienbesitz einer einzigen Familie und wurde neben der Gastronomie vorwiegend als Ökonomiegebäude benutzt.

## Heutige Nutzung
Die Landwirtschaft wurde schon vor mehreren Jahren eingestellt. Seitdem dient das Gebäude als Schankwirtschaft.

## Anlage
Bei der ursprünglichen Anlage durfte es sich wohl um einen dreistöckigen einfachen Kastenbau gehandelt haben, der durch einen vorgelagerten Wassergraben geschützt war.
Erhalten haben sich lediglich die im Ökonomieteil im heutigen Mauerwerk verbauten Reste. Dort lassen vermauerte Aussparungen und Bögen eine Kapelle vermuten.
Untersuchungen der noch verbliebenen ursprünglichen Bausubstanz durch das Landesdenkmalamt Baden-Württemberg brachten keinen weiteren Aufschluss über das ursprüngliche Aussehen der Anlage. Genaue Bauabschnitte lassen sich deshalb auch nur schwer festmachen.